# 鹿沼市クレーン車暴走事故
鹿沼市クレーン車暴走事故（かぬましクレーンしゃぼうそうじこ）とは、2011年（平成23年）4月18日に栃木県鹿沼市樅山町（もみやままち）でてんかん患者の男がクレーン車を運転中、てんかんの発作が起きた事が原因で発生した交通事故。

## 事故概要
2011年（平成23年）4月18日午前7時45分ごろ、国道293号にて集団登校中だった児童の列（約20 - 30人）に10トンクレーン車（ラフテレーンクレーン）が突っ込み、直後に民家の垣根と作業小屋の一部を破壊して停車した。児童のうち6人がはねられ全員が死亡した。単独事故での6人死亡は、後に発生した京都市東山区でてんかんが原因とされる京都祇園軽ワゴン車暴走事故で8人が死亡した事故に次ぐ惨事となった。

## 被疑者とその家族
クレーン車を運転していた男（当時26歳 以下、男）はてんかんの持病があった。原付免許を取得したころから事故を起こしており、今回の事故の前にも小学生をはね重傷を負わせる事故を起こしている。この事故で有罪判決を受け執行猶予中だった（この時は居眠り運転として処理された）。過去10年間に12回の事故を起こしていた。
事故を起こしているのにもかかわらず男は運転免許の取得、更新の際に持病を申告せず、薬の服用を怠り、事故前日には深夜までチャットをしており、睡眠時間は約3時間半程度だった。医師からは何度も運転をしないように注意を受けていた。男は母親と同居しており、相次ぐ事故にもかかわらず男に自動車を買い与えていた。事故当日男が内服していないことを知っていながら母親は注意をしていなかった。

## 裁判

### 刑事裁判
男は自動車運転過失致死罪で逮捕、起訴された。重大な結果をもたらした交通事故であり、治療薬の内服を怠った結果であるので、法定刑の上限が懲役20年の危険運転致死罪の適用が検討された。同罪の対象は「故意」による無謀運転であるので、治療を怠っていたのを「故意」と認定するかが問題となった。男が同様の案件で交通事故を繰り返していたことも重要視されたが、最終的に検察側は「故意」の立証を断念し、上限7年の自動車運転過失致死罪の適用に留まった。
宇都宮地裁は男が薬の服用を怠ったこと、過去にも事故を起こしていることを踏まえ、男がてんかんの発作を予兆していたと認定。2011年12月19日に、自動車運転過失致死罪で懲役7年の実刑判決を言い渡した。翌年1月5日までに控訴せず刑が確定した。
遺族らは男が同様の罪で執行猶予中でありながら今回の重大な事故を起こしており、あまりにも軽すぎる罪であると指摘した。

### 民事裁判
事故の遺族11人は男とその母親、勤めていた会社に対し3億7770万円の損害賠償を求め宇都宮地裁に提訴した。2013年4月24日、宇都宮地裁は、被告3者の責任を認め、合計1億2500万円の賠償を命じた。母親に対して、成人である男の内服管理責任を認めた点は特筆的であった。母親側は「薬を服用するかどうかは本人の責任で、親に注意義務は無い」、｢仮に制止しても、本人はクレーン車の運転を決行していただろう｣と反論していたが認められなかった。

## 遺族らの運動
男がてんかんの持病を有しているのにもかかわらず、それを申告せず運転を続けた結果、今回の事故に至ったとして遺族は「持病を有し、それを申告せず免許を取得、更新した場合の事故」に危険運転致死傷罪を適用すること、てんかん患者が病気を隠して不正に免許を取得できないようにすることを求める署名を法務省に提出した。
その後法務省は危険運転致死傷罪と自動車運転過失致死傷罪の中間罪の法案を公表した。これには遺族が望んでいる持病を有する状態での運転で生じた事故を適用条件に入れているが、遺族らは、中間の罪が新設されたことにより逆に危険運転致死傷罪の適用が見送られるケースが増える可能性を指摘する声もあった。
2014年5月20日には、自動車の運転により人を死傷させる行為等の処罰に関する法律(自動車運転死傷行為処罰法)が施行され、自動車の運転に支障を及ぼすおそれがある病気として政令で定めるものの影響により、その走行中に正常な運転に支障が生じるおそれがある状態で、自動車を運転し、その病気の影響により正常な運転が困難な状態に陥り、人を死傷させた場合に、危険運転致死傷として被害者死亡の場合で1年以上20年以下の有期懲役に問えるようになった。

## 関連書籍
- 伊原高弘『あの日～鹿沼児童6人クレーン車死亡事故遺族の想い～』下野新聞社 2014年3月